# ترک‌خوردگی خاک

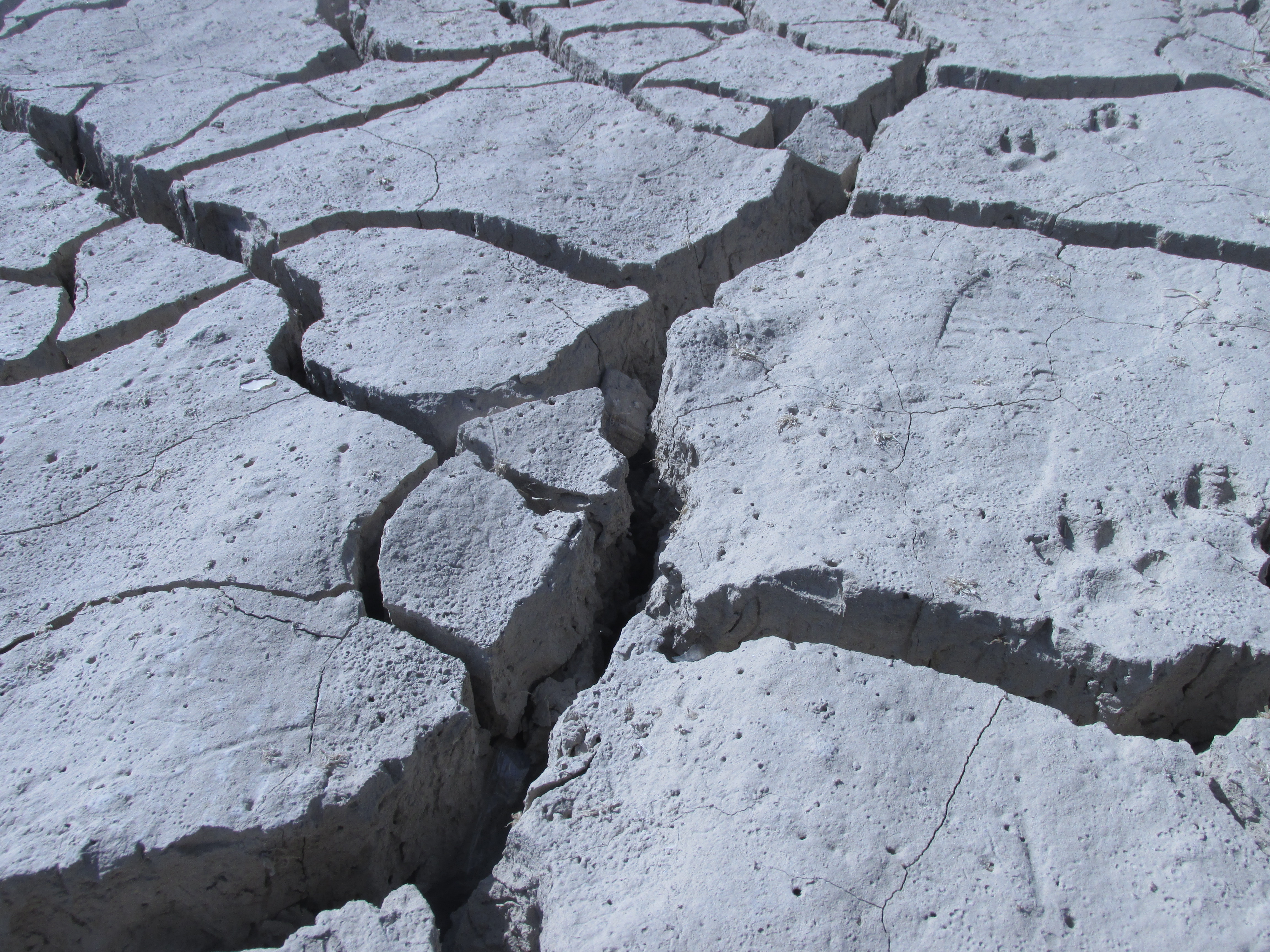
نمونه ای از ترک خوردگی عمیق خاک در بستر زاینده رود

ترک خوردگی خاک (به انگلیسی: Mudcrack) نوعی از رفتار خاک در مواردی مانند بی آبی، بالا بودن ضریب تبخیر آب، زیاد بودن دمای محیط یا نامتعادل بودن ترکیبات خاک است. این رفتار خاک تنها زمانی به وقوع می‌پیوندد که خاک در برهه ای از زمان غرقاب شده باشد و در اثر تبخیر یا مصرف آب توسط گیاهان، دیگر آبی در آن وجود نداشته باشد.

## علت و رفتارشناسی
خاک شامل یک فاز جامد از مواد معدنی و آلی (زمینه خاک) و یک فاز متخلخل است که این فاز متخلخل گازها (اتمسفر خاک) و آب (محلول خاک) را نگه می‌دارد. بیشتر خاک‌ها، چگالی توده خشکی بین ۱٫۱ تا ۱٫۶ گرم بر سانتیمتر مکعب دارند، در حالی که چگالی توده متراکم ذرات آن خیلی بیشتر و در حدود ۲٫۶ تا ۲٫۷ گرم بر سانتیمتر مکعب است. ترک خوردگی به دلیل انقباض و انبساط سادهٔ ورقه‌های خاک شکل می‌گیرد. بخش‌های رسی خاک از ذرات بسیار ریز مواد معدنی سیلیکات تشکیل شده‌اند. این مواد معدنی سیلیکاتی به صورت ورقه‌های نازکی هستند که روی هم قرار می‌گیرند. وقتی آب بر روی خاک ریخته می‌شوند بین ورق‌ها آن نفوذ کرده و باعث گسترش ورقه‌ها می‌گردد. با بیرون رفتن آب از خاک و خشک شدن خاک، ورقه‌های سیلیکات دوباره روی هم قرار می‌گیرند و باعث جمع شدن خاک می‌شوند. خاک ترک می‌خورد زیرا پیوندهایی که ذرات سیلیکات را در کنار هم نگه می‌دارند از مقاومت کافی برای حفظ ساختار منبسط شده برخوردار نیستند. هنگامی که خاک دوباره با آب مواجه می‌شود، آب بین آن ذرات سیلیکاتی، که ساختار خاک را گسترش می‌دهند و ترک‌ها را می‌بندد، قرار می‌گیرد.

## عوامل و دلایل مؤثر
عواملی که اغلب موجب برای ترک خوردگی می‌شود شامل موارد زیر است:

نمودار میزان آب کافی

### ۱-کم‌آبی یا نبود آب
ترک خوردن خاک گیاهان یکی از علائم تشنگی گیاهان است، که عموماً زیاد اتفاق می‌افتد و جزء اولین نشانه‌های تشنگی خاک (کمبود آب خاک) یا تشنگی گیاه است. ترک خوردن خاک به احتمال زیادی به جنس خاک نیز بستگی دارد. اما اگر جنس خاک برای پرورش گیاه متعادل و وابسته به نوع گیاه انتخاب شده باشد، ترک خوردگی خاک اولین اخطار برای کم‌آبی خاک گیاهان به حساب می‌آید.

### ۲-بالا بودن دمای هوا و ضریب تبخیر آب
یکی دیگر از دلایل ترک خوردگی مکرر خاک دمای بالا و تبخیر بیش از حد آب درون خاک می‌باشد، که باعث از بین رفتن واسطهٔ هیدراته بین خاک شده و ترک خوردگی لایه‌های خاک را به وجود می‌آورد. در واقع بالا بودن دمای خاک رابطه ای با میزان تشنگی خاک نیز دارد.

### ۳-نامتعادل بودن ترکیب خاک
خاک‌ها بسته به میزان نفوذپذیری و همچنین میزان اندازهٔ ذرات تشکیل دهنده، متفاوت هستند. خاک‌هایی با دانه‌های بسیار ریز و بسیار درشت، مانند خاک‌های رسی یا خاک‌های سیلتی رسی به خاطر کم بودن نفوذ پذیری آب و خاک‌های شنی و اسکلتی به خاطر عبور دادن بیش از اندازهٔ آب و ناتوانی در نگه داشتن آب در خاک، زودتر دچار ترک خوردگی می‌شوند؛ به همین دلیل خاک‌های مناسب کشاورزی باید مخلوط متعادلی از چندین نوع خاک باشند.

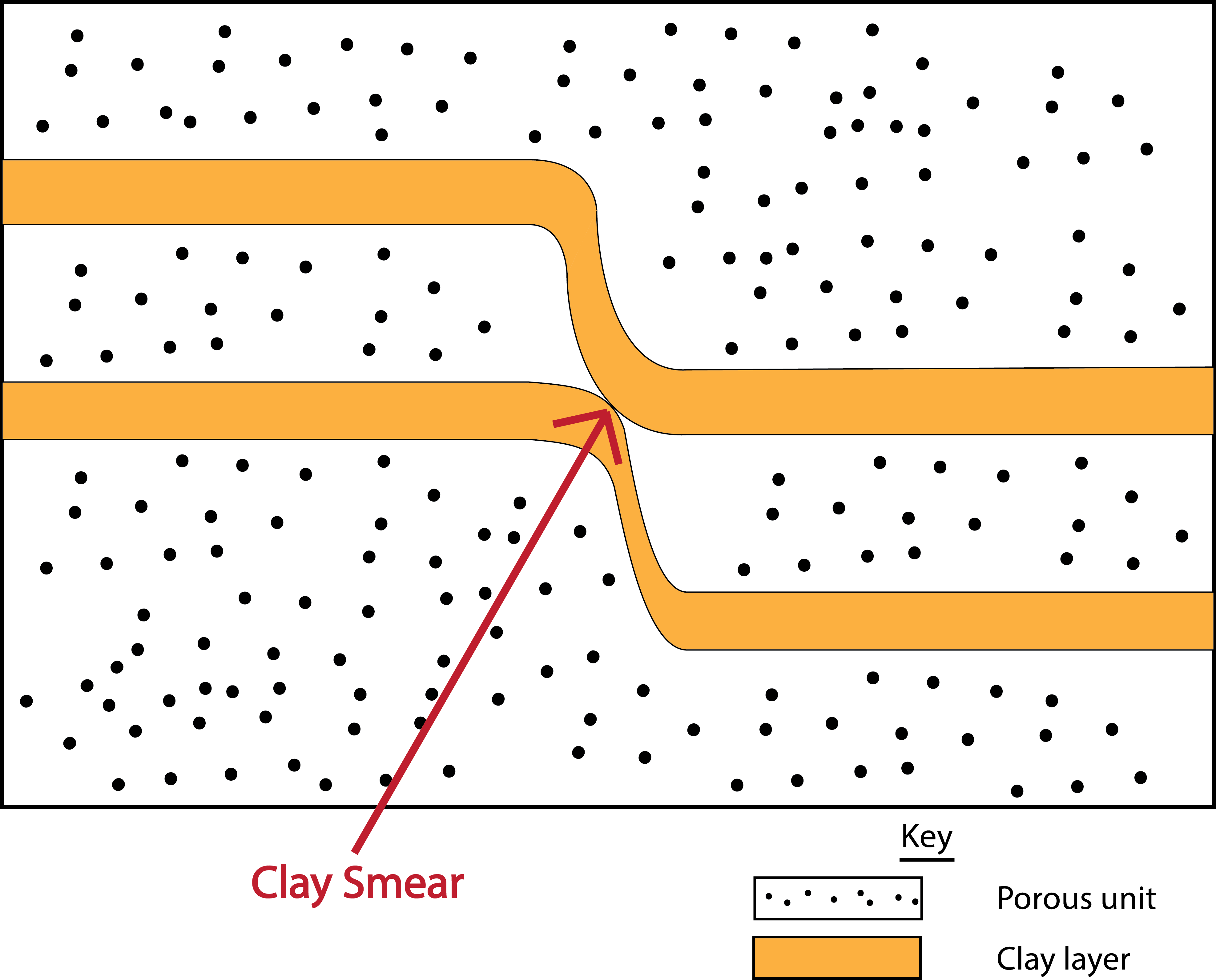
بافت خاک رس

#### خاک رسی
ذرات رس (Clay) دارای قطری کوچکتر از ۰٫۰۰۲ میلی‌متر می‌باشند و در حدود ۵۰٪ خاک را تشکیل می‌دهند. خاک‌های رسی چون دارای دانه‌های بسیار ریزی هستند به خاک سرد معروفند و در مقابل رشد گیاهان مقاومت نشان داده و رشد آن‌ها را محدود می‌کنند.

#### خاک‌های سیلتی

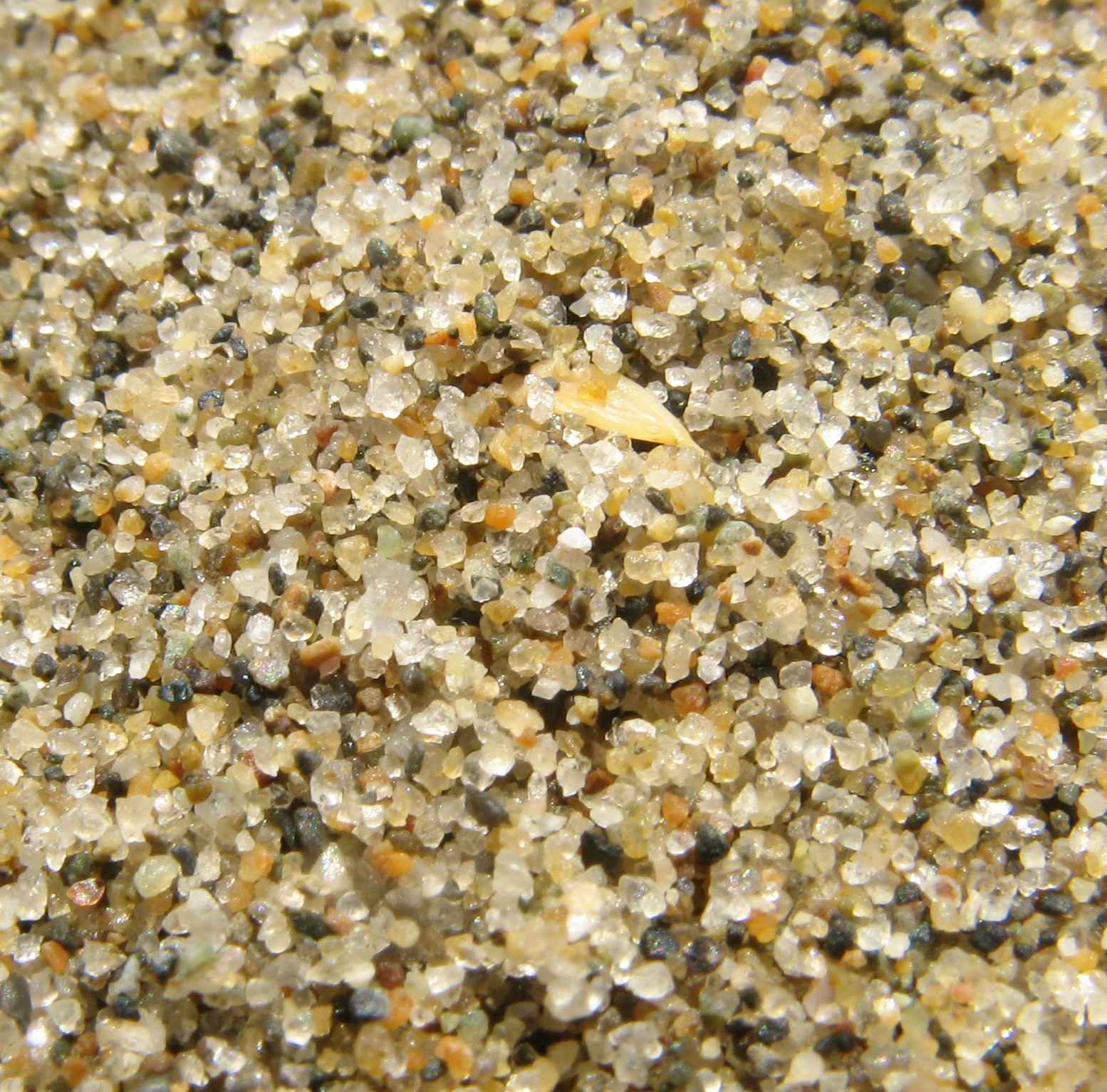
مخلوطی از شن و ماسه، ساحلی در ونکوور، (۱ تا ۲ سانتیمتر مربع).

۵۰٪ این نوع خاک‌ها را ذرات سلیت تشکیل داده‌است که دارای قطری بین ۰٫۰۵ تا ۰٫۰۰۲ میلی‌متر می‌باشند و بر حسب اینکه ناخالصی مثل ماسه، رس و غیره به همراه دارند به نام خاک‌های سیلتی ماسه‌ای یا سیلتی رسی معروفند.

#### خاک‌های ماسه‌ای
این خاک‌ها از ۷۵٪ ماسه تشکیل شده‌اند. (سنگدانه‌های ریزتر از ۴٫۷۵ میلی‌متر و درشت تر از ۰٫۰۷۵ میلی‌متر (۷۵ میکرون) ماسه می‌گویند) و بر حسب اندازه دانه‌های ماسه به خاک‌های ماسه‌ای درشت، متوسط و ریز تقسیم می‌گردند. مقدار کمی رس خاصیت خاک‌های ماسه‌ای را تغییر می‌دهد و این نوع خاک آب را بیشتر در خود جذب می‌کند تا خاک‌های ماسه‌ای که فاقد رس هستند.
خاک‌های اسکلتی
خاک‌های اسکلتی به خاک‌هایی گفته می‌شود که حدود ۷۵٪ آن را دانه‌هایی بزرگتر از ۴٫۷۵ میلی‌متر و کوچک‌تر ۷۵ میلی‌متر از از قبیل قلوه سنگ، ریگ و شن تشکیل می‌دهند. این خاک‌ها، آب را به مقدار زیاد از خود عبور می‌دهند و لذا به سرعت خشک می‌شوند.

## مزایا و معایب
ترک خوردن خاک ممکن است فوایدی نیز داشته باشد، این مزایا در مقایسه با تأثیر منفی بر محصولات گیاهی نسبتاً ناچیز است.

### مزایا
از مزایای ترک خوردگی خاک می‌توان به ایجاد کانال‌های زهکشی در آن خاکهای سنگین رسی، اجازه دادن به حرکت هوا در عمق پروفیل خاک و ایجاد راهی برای ترکیب مواد آلی سست سطح با درون خاک اشاره کرد.

### معایب

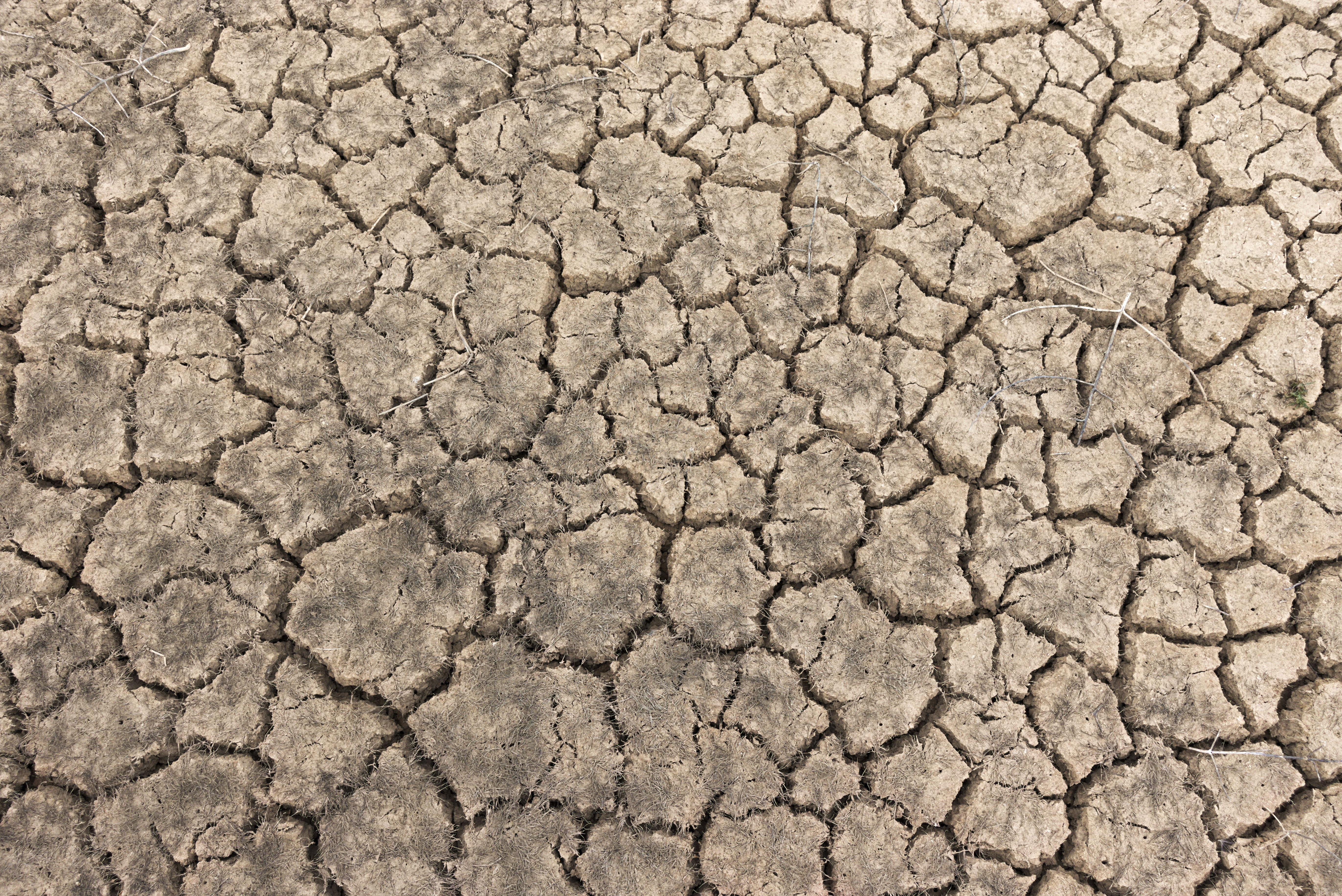
ترک خوردگی کم عمق در سطح خاک

اگر خاک ترک خورده باشد، آب قابل برداشت محصول در آن منطقه بسیار کاهش می‌یابد. حرکت فیزیکی ترک خوردگی خاک باعث شکسته شدن و در معرض دید قرار گرفتن ریشه‌های کوچک تغذیه کننده نیز می‌شود، که این اتفاق باعث کاهش توانایی کلی گیاه در جذب آب و عناصر غذایی شده و امکان خشک و پژمرده شدن گیاهان را افزایش می‌دهد. این مسئله با هدف کشاورزان مبنی بر به حداکثر رساندن کیفیت و کمیت محصولات گیاهی شان مغایرت دارد. هنگامی که خاک‌ها تا حد ترک خوردگیِ مجاز خشک می‌شود، تنش خشکی موضعی رخ می‌دهد. شدت عمق و گسترش ترک خوردگی، به مدت زمان ترک خوردگی، میزان آب و دمای خاک وابسته است. هر چه خاک بیشتر در این حالت باقی بماند، تأثیر بیشتری در میزان گسترش ترک خوردگی دارد. نگرانی دیگر این است که هنگام ایجاد ترک خوردگی شدید بر روی خاک، پر کردن ترک‌های خاک بسیار دشوار و هنگام آبرسانی به گیاه و بستن ترک‌ها، حجم زیادی از آب مصرف می‌شود. برای استفاده از آب کافی جهت از بین بردن ترک‌های خاک (بدون ایجاد اشباع) هزینه و مدیریت بسیاری نیاز است زیرا می‌تواند مشکلات جذب ریشه را افزایش و باعث خشک شدن گیاه شود. هدف از مدیریت آبیاری باید حفظ خاک در محدوده ای باشد که به محصول شما اجازه دسترسی آزاد به آب و مواد مغذی را بدهد. خاک ترک دار در اغلب اوقات نشانگر عدم مدیریت آبیاری درست است.